# Jon Lemke
Jon Lemke (Auburn, 03 de novembro de 1978) é um lutador americano de artes marciais mistas (MMA) e, atualmente, possui contrato com o CES MMA.
Lemke é um ex-jogador de futebol de escola em Wisconsin, e passou a competir na equipe de boxe US Marine Corps em 2000 e 2001, enquanto cumpria uma temporada de quatro anos nas forças armadas.

## Carreira no MMA
Depois de permanecer invicto em cinco lutas amadoras, o residente de Brewer encontrou-se pronto para fazer sua estréia no MMA profissional em 2012. Ele enfrentou Nate Oses, de Boston em uma luta no peso-leve (155 libras), no Fight Night IV, na Androscoggin Bank Colisée, em Lewiston. Ele venceu a luta por decisão unânime.
Jon realizou uma única luta no Bellator, no Bellator 93, em 21 de março de 2013, contra Jesse Erickson. Ele venceu a luta por nocaute técnico no primeiro round, sendo protagonista da 800º luta oficial da história da organização.
Ele assinou com o NEF e passou quase três anos lutando na organização, compilando um cartel de 3-3 dentro da mesma. Em sua última luta no NEF, ele perdeu para Bruce Boyington por decisão dividida, luta que estava válida pelo cinturão peso-leve.
O americano fará sua estreia no CES MMA em 10 de junho de 2016, contra Josh LaBerge, no CES 36.

## Cartel no MMA
| Cartel no MMA   |            |            |
| 10 lutas        | 5 vitórias | 5 derrotas |
| Por nocaute     | 4          | 1          |
| Por finalização | 0          | 3          |
| Por decisão     | 1          | 1          |

| Res.    | Cartel | Oponente          | Método                       | Evento                                   | Data       | Round | Tempo | Local                 | Notas                           |
| ------- | ------ | ----------------- | ---------------------------- | ---------------------------------------- | ---------- | ----- | ----- | --------------------- | ------------------------------- |
| Derrota | 5-5    | [Josh LaBerge     | TKO (socos)                  | CES 36: Sanders vs. Makashvili           | 10/06/2016 | 2     | 1:11  | Lincoln, Rhode Island |                                 |
| Derrota | 5-4    | Bruce Boyington   | Decisão (dividida)           | NEF 21: The Immortals                    | 06/02/2016 | 5     | 5:00  | Lewiston, Maine       | Pelo Cinturão Peso Leve do NEF. |
| Vitória | 5-3    | Matt Denning      | TKO (socos)                  | NEF 20 - A History of Violence           | 21/11/2015 | 1     | 4:44  | Lewiston, Maine       |                                 |
| Derrota | 4-3    | Bill Jones        | Finalização (mata-leão)      | T2T - Toe 2 Toe Fights 1                 | 13/12/2014 | 1     | 1:44  | Portland, Maine       |                                 |
| Vitória | 4-2    | Amos Collins      | TKO (socos)                  | NEF - Fight Night 14                     | 06/09/2014 | 1     | 3:45  | Lewiston, Maine       |                                 |
| Derrota | 3-2    | Devin Powell      | Finalização (guilhotina)     | NEF - Fight Night 13                     | 10/05/2014 | 1     | 0:24  | Lewiston, Maine       |                                 |
| Derrota | 3-1    | Matthew DesRoches | Finalização (chave de braço) | NEF - Nations Collide: Canadian Invasion | 12/07/2013 | 1     | 1:49  | Maine                 |                                 |
| Vitória | 3-0    | George Reagan     | TKO (socos)                  | NEF - Fight Night 7                      | 18/05/2013 | 2     | 2:05  | Lewiston, Maine       |                                 |
| Vitória | 2-0    | Jesse Erickson    | TKO (socos e joelhadas)      | Bellator 93                              | 21/03/2013 | 1     | 2:50  | Lewiston, Maine       |                                 |
| Vitória | 1-0    | Nate Oses         | Decisão (unânime)            | NEF - Fight Night 4                      | 08/09/2012 | 3     | 5:00  | Lewiston, Maine       | Estreia no MMA.                 |